# Autosattler
Der Fahrzeugsattler oder Autosattler, in der Schweiz als Berufsbezeichnung Carrosserie-Sattler genannt, stellt alle Teile der Fahrzeugausstattung her, die mit Leder, Alcantara (R), Stoff, Kunstleder, Vinyl, Verdeckstoffen und weiteren Materialien gefertigt sind. Nicht nur Kraftfahrzeuge, sondern auch Kutschen o. ä. werden von Fahrzeugsattlern ausgestattet. In Deutschland und der Schweiz lernt man diesen Beruf mit einer 3-jährigen Berufslehre mit begleitender Berufsfachschule. Nach erfolgreichem Abschluss der Ausbildung erhält man in der Schweiz ein Eidgenössisches Fähigkeitszeugnis. In Deutschland ist der Sattler, Fachrichtung Fahrzeugsattlerei, ein in der Sattlerausbildungsverordnung geregelter Ausbildungsberuf mit einer dreijährigen dualen Ausbildung, die mit der Gesellenprüfung abschließt und bundesweit einheitlich geregelt ist. Da es sich bei dem Beruf des Fahrzeugsattlers um ein Handwerk handelt, besteht in Deutschland die Möglichkeit als Fahrzeugsattler die Meisterprüfung abzulegen und Mitglied einer Raumausstatter- und Sattlerinnung zu werden.

## Entstehung des Autosattlers
Der Auto- beziehungsweise Carrosserie-Sattler ist eine Abspaltung des Sattlers. Ursprünglich bearbeitete und fertigte der Sattler sämtliche Artikel des täglichen Gebrauchs. Polster, Matratzen, Teppiche, Kissen, Decken, Planen, Lederzeug wie Sättel, Saum- und Leitzeug, Kutschenauskleidungen und andere. Mit der Mobilität der Bevölkerung durch das Automobil, veränderte sich das Berufsbild des Sattlers und es bildeten sich Spezialisten im Fahrzeugbereich heran. Diese Spezialisten sind zuständig für die Verglasung der Fahrzeuge, deren Dichtheit, Schallisolation, die Innenauskleidung, das Verdeck beim PKW. Ähnliches gilt beim LKW, wobei da noch die Abdeckplanen des Ladeaufbaus hinzukommen. Bei Booten (Motorschiff und Segelschiff) werden nebst dem Interieur auch die Bootsdecken, Verdecke usw. hergestellt. Beim Motorrad ist es der Motorradsattel.

## Anpassung des Produktionsangebotes
Die wirtschaftliche Lage, bedingt durch Globalisierung, Billig-Importe, Rückgang der Oldtimerrestaurierungen, zwingt die Carrosserie-Sattler wieder auf dem ganzen, ursprünglichen Arbeitsfeld ihre Dienstleistungen anzubieten. Heute kann man fast in jeder „Sattlerei“ vom Sofa bis zum Autositz alle Produkte anfertigen oder reparieren lassen.

## Verwandte Berufe
- Fahrzeuginnenausstatter (Deutschland)